# Großsteingräber bei Ibbenbüren-Laggenbeck
Die Großsteingräber bei Ibbenbüren-Laggenbeck waren drei megalithische Grabanlagen der jungsteinzeitlichen Trichterbecherkultur bei Laggenbeck, einem Stadtteil von Ibbenbüren im Kreis Steinfurt (Nordrhein-Westfalen). Ihre Reste wurden 1928 entdeckt und wohl wenig später restlos abgetragen.

## Lage
Die drei Gräber befanden sich auf dem Hünhügel bei Laggenbeck. Maria Anna Zepezauer verortet diesen nördlich der Bahnstrecke Lengerich–Ibbenbüren, allerdings befinden sich die heutigen Straßen Hünhügel und Alter Hünhügel südlich der Bahnstrecke, östlich des Friedhofs. Das bis ins frühe 20. Jahrhundert noch größtenteils bewaldete Gelände ist heute mit Wohnhäusern überbaut.
Etwas entfernt von den Gräbern lag ein einzelner Findling. Östlich der Gräber waren beim Einebnen von Hügeln Keramikgefäße gefunden worden. Von diesen Hügeln konnten 1928 keine Reste mehr festgestellt werden.

## Forschungsgeschichte
1928 erfolgte eine Fundmeldung, woraufhin die Fundstelle zeitnah durch Spiessbach dokumentiert wurde. Eine erste (sehr knappe) Publikation erfolgte 1929 durch August Stieren.

## Beschreibung

### Grab I
Von Grab I konnten noch Reste einer steinernen Umfassung festgestellt werden. Zu den Maßen und zur Orientierung liegen keine Angaben vor. Die meisten Steine waren schon im Boden versenkt worden.

### Grab II
Von Grab II wurden noch die Wandsteine an einer Langseite einer etwa 30 m langen Grabkammer festgestellt. Zur Orientierung liegen keine Angaben vor.

### Grab III
Von Grab II wurden noch die Wandsteine an einer Langseite einer etwa 10 m langen Grabkammer festgestellt. Zur Orientierung liegen keine Angaben vor.